# Battenberg (geslacht)
Battenberg (later ook Mountbatten) is de naam van een uit Duitsland stammend adellijk geslacht.
De naam Battenberg werd gevoerd door de nazaten van prins Alexander van Hessen (1823-1888) en Julia Hauke (1825-1895), de dochter van graaf Hauke, onder meer oud-minister van Oorlog namens Rusland in Polen. Alexander trouwde als prins uit een regerend vorstengeslacht beneden zijn stand met de hofdame van zijn zus en sloot derhalve een morganatisch huwelijk, dat wil zeggen dat de kinderen geen rechten kregen van de vader, maar alleen de status van hun moeder konden erven. Aan Julia werd door Alexanders oudere broer Lodewijk, de regerende groothertog van Hessen, de erfelijke titel van gravin/graaf verleend en enige tijd later de erfelijke titel van H.D. Prinses van Battenberg, naar een klein plaatsje met die naam in het groothertogdom. De kinderen van Alexander en Julia verkregen hiermee het recht zich prinsen en prinsessen van Battenberg te noemen. 

## Huwelijkspolitiek

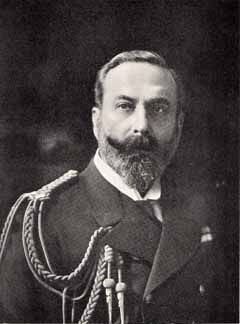
Lodewijk van Battenberg (1854-1921)

Nazaten van Alexander en Julia huwden met leden van de Britse koninklijke familie. Tijdens de Eerste Wereldoorlog veranderde de Britse koning George V de naam in het meer Engels klinkende Mountbatten. George V deed iets vergelijkbaars met zijn eigen achternaam, het Duitse Saksen-Coburg-Gotha wijzigde hij in Windsor. Prins Philip, de echtgenoot van de Britse koningin Elizabeth II uit het Huis Windsor, nam bij zijn huwelijk in 1947 eveneens de naam Mountbatten aan, zijn moeder was een telg uit de familie Battenberg. Elizabeth op haar beurt bepaalde dat haar nazaten, met uitzondering van koning Charles III, de naam Mountbatten-Windsor zouden dragen.
Ook aan het Spaanse hof vloeit er Battenberg-bloed door de aderen. De grootmoeder van koning Juan Carlos I van Spanje was Victoria Eugénie van Battenberg, een kleindochter van de Britse koningin Victoria.
Lodewijk Alexander van Battenberg was de kleinzoon van hertog Lodewijk II van Hessen-Darmstadt, schoonzoon van Lodewijk IV van Hessen-Darmstadt, broer van tsaar Alexander I van Bulgarije, schoonvader van koning Gustaaf VI Adolf van Zweden, grootvader van prins Philip en oom van koningin Victoria Eugenia van Spanje. 

## Trivia
Naar de prinsen uit dit geslacht zou de “battenbergcake” genoemd zijn, die dan weer zijn naam gaf aan het battenburgpatroon.  